# Dublin (Carolina del Nord)
Dublin és una població dels Estats Units a l'estat de Carolina del Nord. Segons el cens del 2000 tenia 250 habitants.

## Demografia
Segons el cens del 2000, Dublin tenia 250 habitants, 108 habitatges i 66 famílies. La densitat de població era de 224,5 habitants per km².
Dels 108 habitatges en un 28,7% hi vivien nens de menys de 18 anys, en un 41,7% hi vivien parelles casades, en un 15,7% dones solteres, i en un 38% no eren unitats familiars. En el 33,3% dels habitatges hi vivien persones soles el 17,6% de les quals corresponia a persones de 65 anys o més que vivien soles. El nombre mitjà de persones vivint en cada habitatge era de 2,31 i el nombre mitjà de persones que vivien en cada família era de 2,88.
Per edats la població es repartia de la següent manera: un 25,2% tenia menys de 18 anys, un 9,6% entre 18 i 24, un 27,2% entre 25 i 44, un 20% de 45 a 60 i un 18% 65 anys o més.
L'edat mediana era de 35 anys. Per cada 100 dones de 18 o més anys hi havia 96,8 homes.
La renda mediana per habitatge era de 27.778 $ i la renda mediana per família de 29.250 $. Els homes tenien una renda mediana de 30.625 $ mentre que les dones 20.455 $. La renda per capita de la població era de 15.455 $. Entorn del 15,5% de les famílies i el 19,1% de la població estaven per davall del llindar de pobresa.

## Poblacions més properes
El següent diagrama mostra les poblacions més properes.